# Coacalco
Coacalco, Coacalco de Berriozábal – miasto w środkowym Meksyku (stan Meksyk), w północnej części strefy metropolitarnej stolicy Meksyk; zakłady farmaceutyczne, elektroniczne, włókiennicze, części samochodowych, mięsne; wyższa szkoła techniczna.